# Рудичів Іван Опанасович
Іван Опанасович Рудичів (Іван Опанасович Рудичев, псевдонім ІвеР, (нар. 28 травня 1881, Кишеньки, Кобеляцький повіт, тепер Кобеляцький район, Полтавська область — пом. 28 жовтня 1958, Абондан (за іншими даними, Париж), Франція) — український громадський діяч на Полтавщині, громадсько-політичний діяч, юрист, видавець, член Катеринославського товариства «Просвіта», один із засновників осередку Революційної української партії (РУП).

## Життєпис

Зліва-направо: Каленик Лисюк, Євген Коновалець, Іван Рудичів та Микола Сціборський. Париж, 1929

Народився у селі Кишеньки Кобеляцького повіту, в родині псаломника Архангело-Михайлівської церкви. Навчався у Полтавському духовному училищі. Після чотирьох років навчання його перевели до Полтавської духовної семінарії. У 1902 році був учасником бунту в семінарії з вимогою ліквідації системи шпигунства, введення в навчальні плани українознавчих предметів, дозволити випускникам семінарії вступати до вищих шкіл та інше. Основними бунтарями жандарми вважали Симона Петлюру, Константина Шаревського, Івана Рудичіва, Миколу Гмирю та Олександра Мишту. Після цього 98 вихованців було виключено з семінарії, серед них і Рудичіва. 
Ще будучи вихованцем духовної семінарії, вступив до полтавської РУП. Під час одного з транспортувань книг та обшуку в Прилуках — жовтень 1903 — його заарештували. З листопада цього ж року до червня 1904 перебував у Полтавській в'язниці. Ще з п'ятнадцятьма ув'язненими РУПівцями провів шестиденну голодівку. Після звільнення, влітку 1904, уникаючи більш тривалого ув'язнення, виїхав за межі губернії до Катеринослава.
У 1906 році разом з просвітянами І. Трубою, М. Масловим, В. Бідновим, К. Дьяконовим почав видавати часопис «Добра порада». Вже перше число цього видання було конфісковане. За третє число склад редакції «Доброї поради» був заарештований і журнал закрили, змушений був повернутися до Полтави, де протягом кількох місяців працював у місцевому україномовному тижневику «Рідний край».
В тому часі ближче зійшовся з редактором, адвокатом за фахом, М. Дмитрієвим, письменником Панасом Мирним, Г. Коваленком. Працював учителем латини у приватній гімназії в Катеринославі — 1907, але мусив виїхати до Казані, бо за ним полювала поліція. В липні 1907 повернувся до Катеринослава, жив, даючи лекції. У Казані Рудичів захворів на сухоти і понад півроку лікувався, через що не складав державних іспитів.
Восени 1916 мобілізований до війська і, займаючи посаду старшого полкового писаря 271-го пішого запасного полку, проводив агітаційну роботу серед військових у Катеринославі. У 1917 від українських соціалістів-революціонерів висувався у гласні Катеринославської міської думи.
З квітня 1918, перебуваючи у Києві, Рудичів перейшов у розпорядження Вищого корпусного військового суду як кандидат на судові посади. Однак наступні зміни — як військові, так і політичні — привели його до Вінниці, Кам'янця-Подільського, Варшави.
На еміграції в Берліні — 1921, працював коректором у видавництві, Відні, Празі — 1922-23, і з 1926 в Парижі, де осів на той час еміграційний уряд УНР.
Після вбивства Симона Петлюри 25 травня 1926 року ім'я Рудичіва пов'язане із заснуванням та діяльністю у Парижі Української бібліотеки ім. С. Петлюри. Завдяки його старанням, фонди бібліотеки швидко збільшувалися, і до травня 1929 її було відкрито для відвідувачів. Директор Бібліотеки ім. С. Петлюри (до 1950). Після закінчення Другої світової війни та звільнення Парижа від гітлерівської окупації Рудичів першим проник у спустошене приміщення бібліотеки.
Спогади про С. Петлюру в збірці «Симон Петлюра в молодості» (1936).
Останні дні його життя виявилися невтішними і безрадісними. Виснажений ще свого часу боротьбою на Батьківщині, він знайшов притулок в Українсько-грузинському домі для старих людей в Абондані поблизу Парижа, де й закінчив своє життя.